# Arca di Noè

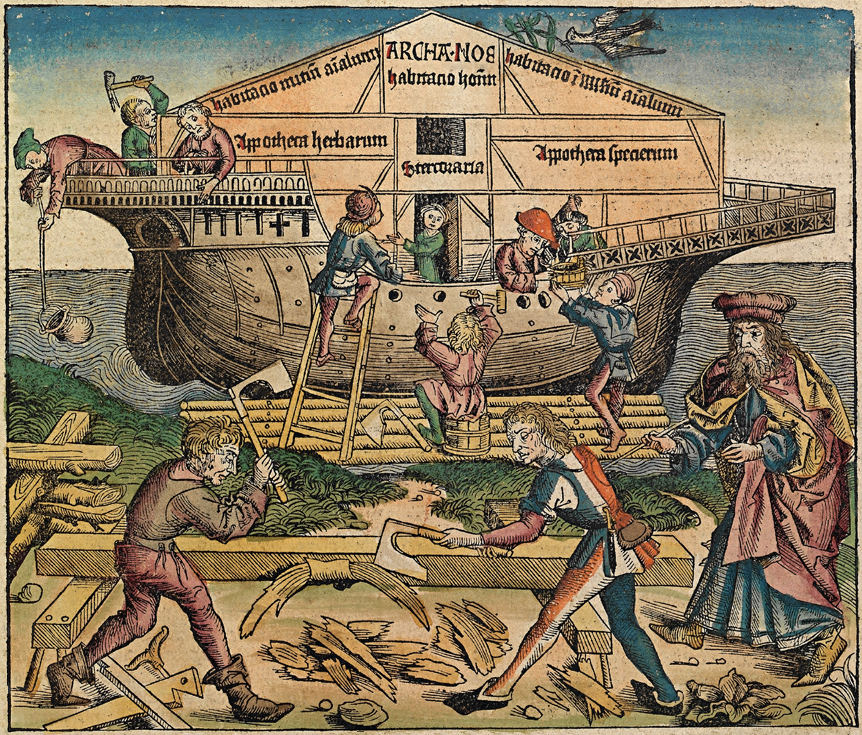
La costruzione dell'Arca nelle Schedelsche Weltchronik di Hartmann Schedel (1493).

L'arca di Noè, nel racconto biblico, è una grande imbarcazione costruita su indicazione divina da Noè per sfuggire al diluvio universale, per preservare la specie umana e gli altri esseri viventi. Un analogo racconto, nell'ambito dell'Epopea di Gilgameš, affonda le sue radici nella mitologia mesopotamica.

## Struttura del racconto biblico
Il racconto del diluvio è contenuto nei capitoli 6, 9 - 9, 19 della Genesi. Il racconto è strutturato in modo concentrico.
- A Noè è giusto (6, 9)
- B Sem, Cam, e Jafet (10)
- C Arca (14-16)
- D Annuncio del diluvio (17)
- E Alleanza con Noè (18-20)
- F Cibo nell'Arca (21)
- G Comando di entrare nell'Arca (7, 1-3)
- H 7 giorni in attesa del diluvio (4-5)
- I 7 giorni in attesa del diluvio (7-10)
- J Entrata nell'Arca (11-15)
- K YHWH chiude la porta dell'Arca (16)
- L 40 giorni in cui il diluvio copre la terra (17a)
- M Le acque salgono ancora (17b-18)
- N Le montagne sono coperte (18-20)
- O Le acque dominano per 150 giorni (21-24)
- P Dio si ricorda di Noè e degli altri esseri viventi (8, 1)
- O' Le acque scendono per 150 giorni (3)
- N' Le cime delle montagne tornano visibili (5)
- M' Le acque scendono ancora (6)
- L' 40 giorni in cui la terra si asciuga (6a)
- K' Noè apre la finestra dell'Arca (6b)
- J' Il corvo e la colomba lasciano l'Arca (7-9)
- I' 7 giorni in attesa che gli effetti del diluvio siano finiti (10-11)
- H' 7 giorni in attesa che gli effetti del diluvio siano finiti (12-13)
- G' Comando di uscire dall'Arca (15-17)
- F' Cibo fuori dell'Arca (9, 1-4)
- È Alleanza con tutti gli esseri viventi (8-10)
- D' Mai più diluvi (11-17)
- C' Arca (18a)
- B' Sem, Cam, Jafet (18b)
- A' I discendenti di Noè ripopolano la terra (9, 19)

In merito al succedersi degli eventi narrati, va considerato come il racconto biblico sia "frutto dell'intarsio tra due tradizioni, quella Jahvista [J] molto vivace e quella Sacerdotale [P] più rigorosa ma anche più fredda. Questo innesto è venato qua e là da incongruenze"; ad esempio, come evidenziano gli esegeti dell'interconfessionale Bibbia TOB, "secondo la narrazione «sacerdotale», il Diluvio durò un anno e dieci giorni (un intero anno secondo la versione greca); secondo quella «jahvista», sarebbe invece durato solo quaranta giorni, preceduto da una settimana e seguito da altre tre"; inoltre, "per P le acque sopra e sotto la terra,  rinchiuse là all'inizio (1,6-10), fecero irruzione sulla terra (7,11), mentre in J le acque del diluvio furono le piogge ininterrotte per 40 giorni e notti (7,12)"; anche in merito al numero degli animali portati sull'arca vi sono due versioni contrastanti in quanto "per P, tutta la creazione è buona (Gen1) e le distinzioni tra puro e impuro saranno date solo al Sinai. Quindi Noè prende due di ogni animale «secondo la sua specie» [...] mentre in J Noè prende sette paia di animali puri e due animali impuri".

## Caratteristiche

### Materiali

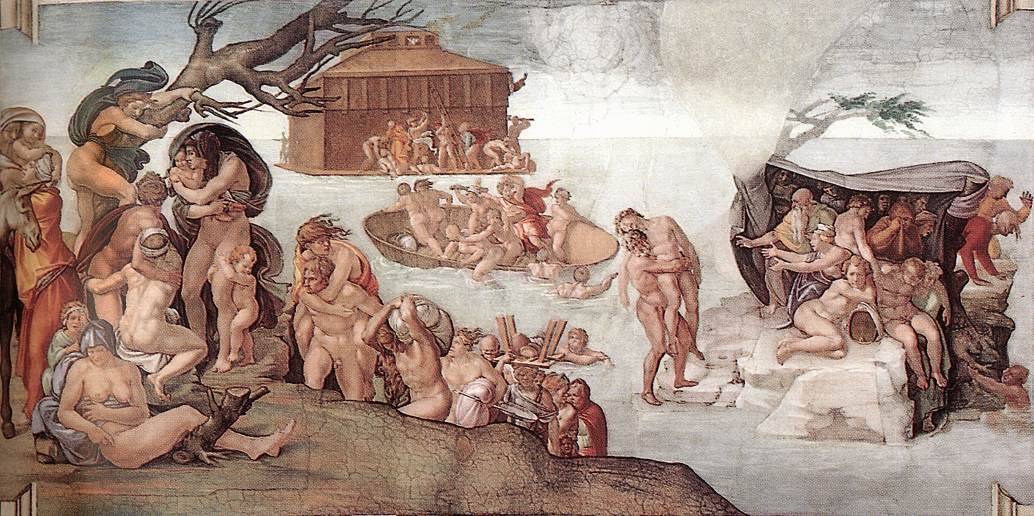
Michelangelo, il Diluvio universale alla Cappella Sistina.

La Genesi, al versetto 6,14 afferma che l'Arca era stata realizzata in "legno resinoso" o "legno di גפר" (in ebraico, letteralmente, gofer o gopher o "kedr"). La Jewish Encyclopedia ipotizza che questa espressione sia probabilmente una traduzione del babilonese gushure iş erini (= "travi di cedro") o dell'assiro giparu (= "canna"). La Vulgata latina, nel V secolo, l'ha tradotto come lignis levigatis (= "legno levigato"). La versione dei Settanta greca non menziona alcuna qualità di legno in particolare, ma evoca la costruzione di una grande imbarcazione quadrata con il guscio incatramato dentro e fuori. Antiche traduzioni inglesi, tra cui la Bibbia di Re Giacomo del XVII secolo, scelgono semplicemente di non tradurre l'espressione. Molte traduzioni moderne scelgono il cipresso sulla base di un falso ragionamento etimologico indotto da accostamenti fonetici, benché la parola ebraica usata nella Bibbia per indicare il cipresso sia "erez", l'albero di leccio. Altre versioni contemporanee propongono il pino o riprendono l'idea del cedro. Suggestioni più recenti, fra altre, hanno avanzato l'ipotesi che il testo abbia perduto il proprio senso, lungo i secoli, per alterazione, o che esso faccia riferimento a un tipo di legno oggi scomparso, o che si tratti semplicemente di una cattiva trascrizione della parola kopher (= "resina"). Al di là del mitologema, nessuna di queste ipotesi riscuote l'unanimità dei consensi.

### Dimensioni

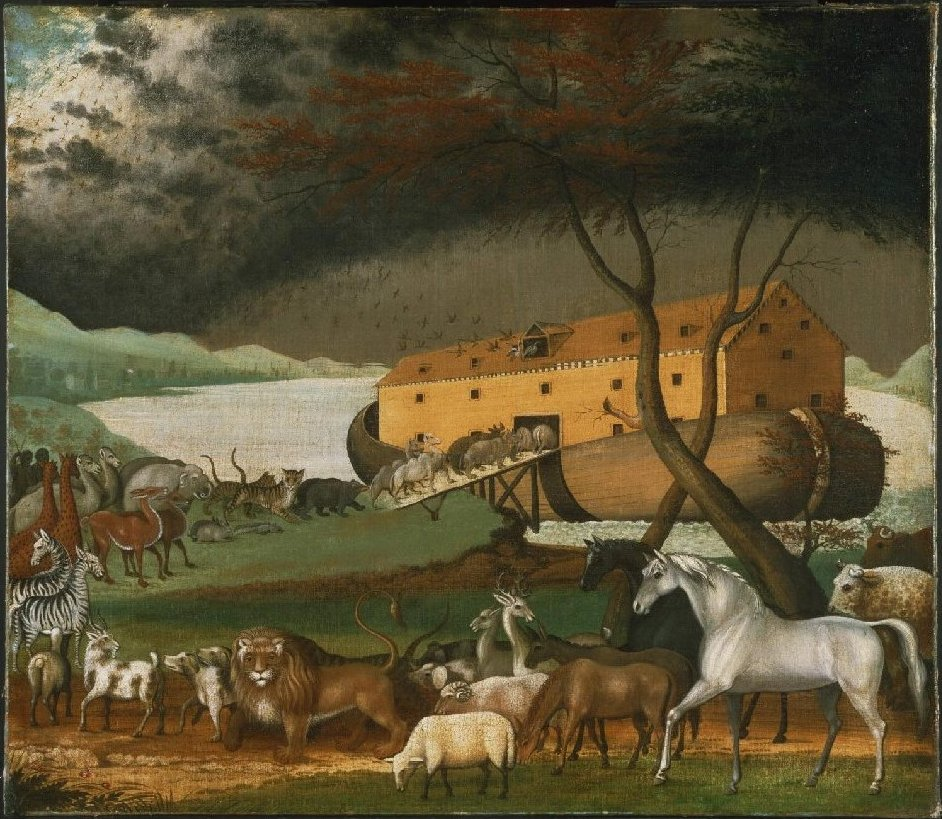
Edward Hicks, L'imbarco degli animali

La Bibbia riporta che l'arca misurava 300 cubiti di lunghezza. Nell'antichità sono stati usati cubiti di misure diverse, ma tuttavia molto simili; la maggior parte degli studi letteralisti concordano nell'attribuire all'imbarcazione una lunghezza approssimativa di 137 metri, lunghezza in ogni caso superiore a quella di qualsiasi natante in legno che sia mai stato storicamente costruito fino alla fine del 1800. La larghezza era di oltre venti metri e l'altezza di circa 15 metri..

## Tradizione religiosa

### Ebraismo
La storia di Noè e dell'Arca fu oggetto di numerosi arricchimenti nella tarda letteratura rabbinica ebraica. Dio aveva rivelato a Noè come costruire l'Arca persino facendogli conoscere quali misure alcuni tipi di albero, anch'essi predeterminati e da lui piantati e coltivati, avrebbero raggiunto nel tempo necessario: infatti non si sarebbe potuto forgiare delle assi di tali misure e per questo essi furono appunto di differenti misure corrispondenti a quelle delle assi. Il fatto che Noè non abbia giudicato utile avvertire i suoi contemporanei del pericolo che correvano è stato in gran parte interpretato come un limite alla sua supposta rettitudine - forse quest'uomo sembrava giusto soltanto per contrasto con una generazione particolarmente corrotta? (cfr. Zaddiq)
Secondo un'altra tradizione ha effettivamente diffuso tra gli uomini l'avvertimento divino e ha piantato dei cedri quasi centoventi anni prima dell'inondazione perché i peccatori avessero il tempo di prendere coscienza dei loro difetti e di cambiare. Per proteggere Noè e la sua famiglia dai malvagi che rallentavano il lavoro e li malmenavano, Dio ha anche posto leoni e altri animali selvaggi all'entrata dell'arca.

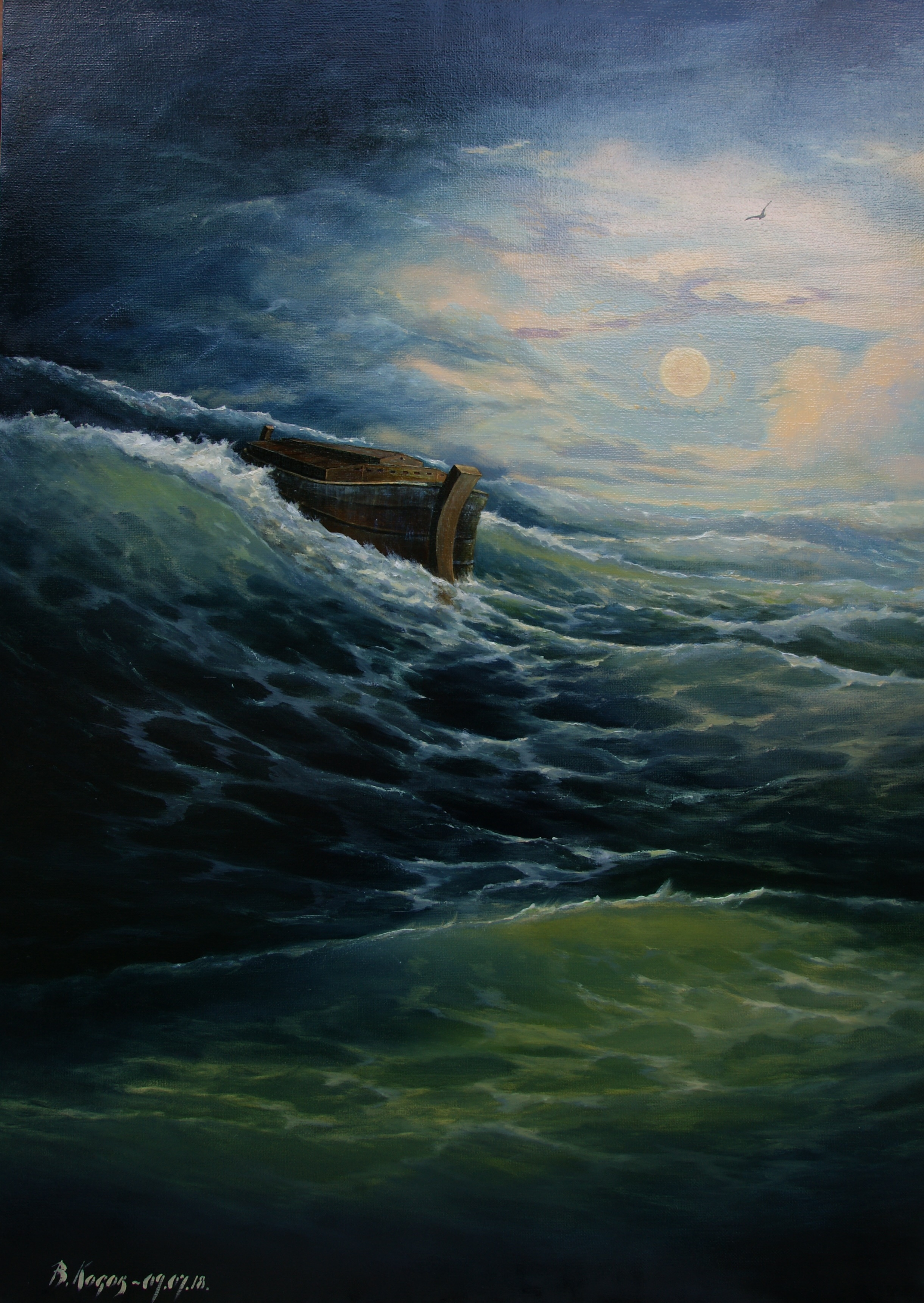
Arca di Noè. Alluvione globale.

Secondo un midrash Dio o gli angeli hanno riunito gli animali attorno all'arca, con il cibo necessario; gli animali puri da korban vennero invece cercati e recuperati per rendere maggiormente apprezzabile questa Mitzvah. Dato che ancora non si era fatta sentire la necessità di distinguere gli animali impuri dagli animali puri, questi ultimi si fecero riconoscere inginocchiandosi dinanzi a Noè quando entravano nell'arca. Un'altra fonte afferma che è l'arca stessa che ha distinto il puro dall'impuro, ammettendo nel suo interno sette coppie dei primi e soltanto due dei secondi.
Noè, durante il Diluvio, si sacrificò giorno e notte per l'alimentazione e le cure degli animali, e non dormì una sola volta in tutto l'anno che passò nell'arca. Gli animali erano i migliori esemplari delle loro specie e si comportarono ammirevolmente. Tranne il cane, il corvo e Cam, le coppie si astennero da qualsiasi unione, anche al fine della procreazione in modo che il numero di creature ad uscire dall'arca fosse esattamente lo stesso che all'entrata. Noè fu ferito dal leone, rendendolo inabile a compiere i suoi obblighi cultuali: il sacrificio realizzato dopo il viaggio fu dunque compiuto dal figlio Sem. Il corvo, da parte sua, pose alcuni problemi, quando rifiutò di lasciare l'arca, poiché si sospetta che avesse cattive intenzioni verso una delle donne nell'arca costruita da Noè. Tuttavia, come sottolineano i commentatori, Dio desiderava salvare il corvo, poiché i suoi discendenti erano destinati a nutrire il profeta Elia.
I rifiuti e le acque di scarico erano confinati nel più basso dei tre ponti dell'arca. Gli umani e gli animali puri occupavano il secondo, mentre gli animali impuri e gli uccelli erano stipati nel livello più elevato. Una tradizione diversa situa i rifiuti al ponte superiore, da cui erano gettati in mare grazie a una botola appositamente sistemata. Pietre preziose, brillanti come in pieno giorno, fornivano la luce all'interno infatti non si potevano distinguere la luce del giorno e le tenebre della notte all'interno dell'Arca se non grazie alla luce di queste pietre durante la notte e la loro opacità durante il giorno. Dio si assicurò che le derrate alimentari restassero sane.
Il gigante Og, re di Bashân, faceva necessariamente parte dei fortunati passeggeri, poiché i suoi discendenti sono citati nei libri successivi della Torah: a causa della sua dimensione fisica, fu obbligato a restare all'esterno, cosa che richiese di fornirgli il cibo attraverso un foro praticato nella parete dell'arca.

### Cristianesimo
Gli scrittori all'inizio dell'era cristiana si cimentarono in interpretazioni molto elaborate riguardo alla storia dell'arca. Agostino d'Ippona (354-430) nella Città di Dio dimostra che le proporzioni dell'arca corrispondono a quelle del corpo umano, immagine a sua volta del corpo di Cristo e quindi della Chiesa. L'identificazione dell'arca con la chiesa si può ritrovare anche nel rito anglicano del battesimo, il quale consiste nel domandare a Dio "che nella sua grande pietà ha salvato Noè", di ricevere nel seno della Chiesa il battezzando. San Girolamo (347-420) si interessò alla figura del corvo che partì dall'arca e non fece ritorno, definendolo "l'infetto uccello della corruzione" che occorre allontanare da sé grazie al rito del battesimo. La colomba e il ramo d'olivo simboleggiarono lo Spirito Santo, poi la speranza di salvezza.
Su di un piano più pratico, Origene (182-251), replicando ad un avversario che dubitava che l'arca avesse potuto contenere tutti gli animali del mondo, sviluppò un argomento erudito riguardo alla misura dei cubiti. Il teologo spiegò che Mosè, allora ritenuto tradizionalmente l'autore del libro della Genesi, era stato allevato nell'antico Egitto, dove il cubito aveva una misura più lunga di quella ebraica. A quei tempi l'arca era descritta come una piramide tronca, a base rettangolare, che si restringeva verso la cima fino a una sommità quadrata di un cubito di lato. Soltanto verso il XII secolo l'arca viene raffigurata come una scatola rettangolare dotata di un tetto inclinato.

### Islamismo
Noè (Nūḥ) è uno dei cinque principali profeti dell'Islam, e la sua storia serve generalmente a illustrare la sorte di coloro che rifiutano di ascoltare la Parola divina. I riferimenti al profeta sono diffusi attraverso il Corano, ma sono particolarmente frequenti nella sūra 11, intitolata Hūd, dal versetto 27 al 51. Diversamente dalla tradizione ebraica, che utilizza per descrivere l'arca termini vaghi che possono tradursi come "scatola" o "cassa", la sūra 29, versetto 15, parla di safīna , cioè di una barca comune, e la sura 54, versetto 13, evoca da parte sua "un oggetto di tavole e di chiodi". L'arca si sarebbe fermata sul "monte al-Ǧūdī", identificato dalla tradizione in una sopraelevazione dell'Arabia in una collina situata sulla riva est del Tigri, vicino alla città di Mosul nel nord dell'Iraq. Al-Masʿūdī (morto nel 956) precisa anche che il posto dove la barca si era fermata poteva ancora essere veduto in quel tempo. L'autore aggiunge che l'arca iniziò il suo viaggio nella città di Kufa, al centro dell'Iraq, e navigò fino alla Mecca, dove fece il giro della Kaʿba, prima di ritornare finalmente sul monte al-Ǧūdī.

Il Corano mette d'altra parte queste parole nella bocca di Noè, che si rivolge ai suoi contemporanei (Sura 11, versetto 41): "Entrate dentro. Il viaggio e l'ormeggio siano in nome di Allah ". L'esegeta coranico al-Baydāwī, che scrive nel XIII secolo, ne deduce che Noè proclamò il nome di Allāh per mettere l'arca in movimento, e che fece la stessa cosa per fermarla.

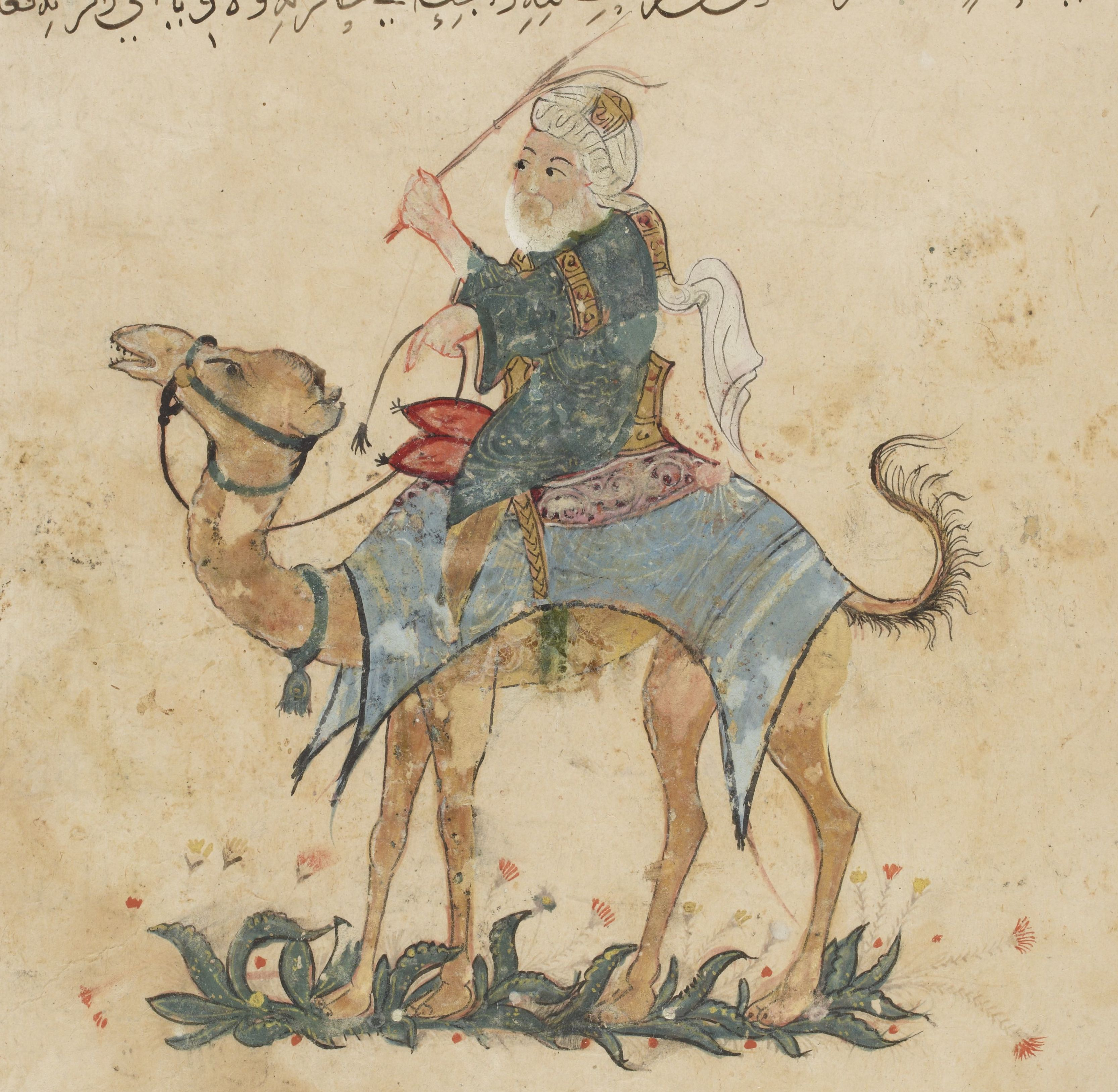
Ibn Battuta (1304-1377), il grande viaggiatore maghrebino, sarebbe passato un giorno sul monte al-Ǧūdī, vicino a Mosul, dove una tradizione islamica situa l'approdo dell'arca

Il diluvio fu inviato da Allah in risposta alle preghiere di Noè, secondo il quale la sua generazione ormai corrotta doveva essere distrutta. Ma poiché Noè era un uomo giusto, continuava nel frattempo a predicare, e tanto fece che settanta idolatri si convertirono e lo raggiunsero sull'arca, che portò così il numero totale di passeggeri umani a settantotto (poiché la famiglia di Noè contava otto membri). Questi settanta convertiti non ebbero comunque bambini, e la totalità degli esseri umani nati dopo l'inondazione discende quindi dai soli tre figli di Noè. Quest'ultimo aveva tuttavia un quarto figlio (o nipote secondo alcune versioni), Canaan, che rifiutò di convertirsi e morì annegato. Al-Baydāwī ritiene che le dimensioni dell'arca fossero di trecento cubiti di lunghezza, cinquanta di larghezza e trenta di altezza. Spiega in seguito che il primo dei tre piani era destinato agli animali selvaggi e domestici, mentre il secondo accoglieva gli esseri umani e che il terzo conteneva gli uccelli. Su ogni tavola appariva il nome di un profeta. Tre tavole mancanti, che simboleggiano dunque tre profeti, furono portate dall'Egitto da Og, figlio di Anaq, il solo dei giganti a sopravvivere al diluvio. Il corpo di Adamo fu posto nel mezzo della barca, per separare gli uomini dalle donne. Noè ed i suoi compagni passarono cinque o sei mesi a bordo dell'arca, alla fine dei quali Noè inviò un corvo, ma quest'ultimo si fermò per sfamarsi con una carogna, e fu maledetto da Noè, che inviò allora una colomba, ricordata da allora come l'amica dell'umanità. Al-Masʿūdī scrive che Allah ordinò alla terra di assorbire l'acqua del diluvio, e che alcuni territori poco solleciti ricevettero l'acqua salata come punizione, diventando così secchi ed aridi. L'acqua che non fu assorbita formò i mari e gli oceani, tanto che alcune acque del diluvio esistono ancora oggi.
Noè lasciò l'arca il decimo giorno di Muharram, cioè nell'Ashura. I superstiti costruirono una città ai piedi del monte al-Ǧūdī, che battezzarono Thamanīn (ottanta) a causa del loro numero. Noè chiuse allora l'arca e ne affidò la chiave a Sem. Yāqūt al-Rūmī (1179-1229) cita anche una moschea costruita da Noè e visibile alla sua epoca. Quanto a Ibn Battuta, riportò di avere superato il monte al-Ǧūdī nel corso dei suoi viaggi (XIV secolo). I musulmani attuali, benché poco interessati ad impegnarsi in una ricerca attiva dell'arca, pensano però che essa esista ancora oggi, sulle scarpate più elevate della montagna.

### Mitologie mesopotamiche
Nelle varie mitologie mesopotamiche, dalla Sumerica alla Neo Assira, si parla di un Re o principe umano di nome Zīūsūra (sumerico: ZID.UD.SUD.RA2 altrimenti letto ZI.U4.SU3.RA2) che si salvò su di un'Arc (MA2.GUR4.GUR4 OPPURE MA2.GUR8.GUR8) da un Diluvio che distrusse il Paese di Sumer (sumerico: KALAM.MA) (sumerico: A.MA.RU12).
Le cause del Diluvio sono sconosciute dai testi sumeri, mentre nel testo babilonese Atraḫasis la causa è il rumore dell'umanità che turba gli Dèi, e nell'Epopea di Gilgāmeš la causa è il peccato dell'uomo.
Il Dio Enki rivelò al suo fedele dell'imminente Diluvio, sebbene legato ad un giuramento che il fratello Enlil gli strappò per il quale avrebbe dovuto tacere con gli uomini delle decisioni degli Dèi. Rispettando il giuramento, Enki rivela i piani di costruzione dell'Arca ad un paravento senza rivelare il proprio volto a Zīūsūra.
Nelle mitologie mesopotamiche l'Arca di Noè viene chiamata MA2.GUR4.GUR4 che significa «Grande Imbarcazione» oppure MA2.GUR8.GUR8 che significa «Imbarcazione che si Rivolta nelle Acque».
Nelle mitologie mesopotamiche l'Arca viene descritta come una semplice cesta di canne (accadico GIPARU, da cui forse il biblico גפר gofer, una qualità del legno citata dalla Bibbia) di forma sferica, ben incatramata dentro e fuori. Per la tradizione accadica e babilonese l'Arca ha la larghezza, la lunghezza e l'altezza di 120 cubiti, ossia 54,86 m. Nella tradizione assira invece le dimensioni corrispondono a 150 cubiti o 68,5 m.
Nella costruzione dell'Arca fu coinvolta tutta la popolazione di Šuruppag, città natale di Zīūsūra. Si racconta che in cinque giorni vennero tagliati, scortecciati e tagliati in assi gli alberi, quindi nel giro di due giorni i vari pezzi vennero saldati. In base a questa descrizione si intuisce che l'Arca dovesse essere un prefabbricato.
Tuttavia Zīūsūra non rivelò ai suoi operai (salatamente pagati) il vero utilizzo che intendeva fare dell'Arca. Raccontò loro che il suo Dio, Enki, e il Dio patrono della città, Enlil, erano in guerra, e che Enlil intendeva inviare la sua collera sulla città dove Zīūsūra avrebbe abitato. L'Arca serviva quindi ad essere calato nelle caverne dell'Abzū sulle quali Enlil non aveva dominio.
Effettivamente esiste un testo sumerico intitolato «La Discesa di Ninḡišzidda nel Mondo dei Morti» che racconta come appunto il Dio Ninḡišzidda sia disceso nell'Abzū usando proprio un'Arca (sumerico: MA2.GUR8.GUR8)
Solo Zīūsūra, sua moglie, la sua famiglia e innumerevoli servitori e seguaci salirono sull'Arca e aspettarono un giorno intero prima dell'inizio del Diluvio. I segnali dell'inizio del Diluvio furono una pioggia di focacce al mattino e di grano alla sera, che fu però interpretato come buon auspicio dai cittadini. Secondo l'Epopea di Gilgāmeš questi segnali furono preannunciati da Šamaš quando nel giorno della rivelazione del Diluvio ordina a Utnapištim di costruire la nave.
Il Diluvio durò sette giorni e sette notti. Secondo l'Epopea di Gilgāmeš, oltre ai sette giorni di Diluvio, la permanenza durò ancora sette giorni prima d'incagliarsi nel monte Niṣir e ancora sette giorni prima di uscire dall'Arca, di compiere i sacrifici e di lanciare la colomba Miaser e un corvo.
Curiosamente il mancato ritorno del corvo farà contento Zīūsūra, che potrà così constatare che ci sono terre abitabili.
Il re Assiro Aššurbânipali riportò nei suoi annali di aver scalato il Monte Ūrartu e di aver ivi trovato la leggendaria Arca.

### Gnosticismo
Secondo la Ipostasi degli arconti, un testo gnostico del III secolo, Noè viene scelto per essere risparmiato dai malvagi Arconti quando cercano di distruggere gli altri abitanti della Terra con il grande diluvio. Gli viene detto di creare l'arca e poi di salirci a bordo in un luogo chiamato Monte Sir, ma quando sua moglie Norea vuole salirci anche lei, Noè tenta di non lasciarglielo fare. Così lei decide di usare il suo potere divino per soffiare sull'arca e darle fuoco, quindi Noè è costretto a ricostruirla.

## Riscontri storici

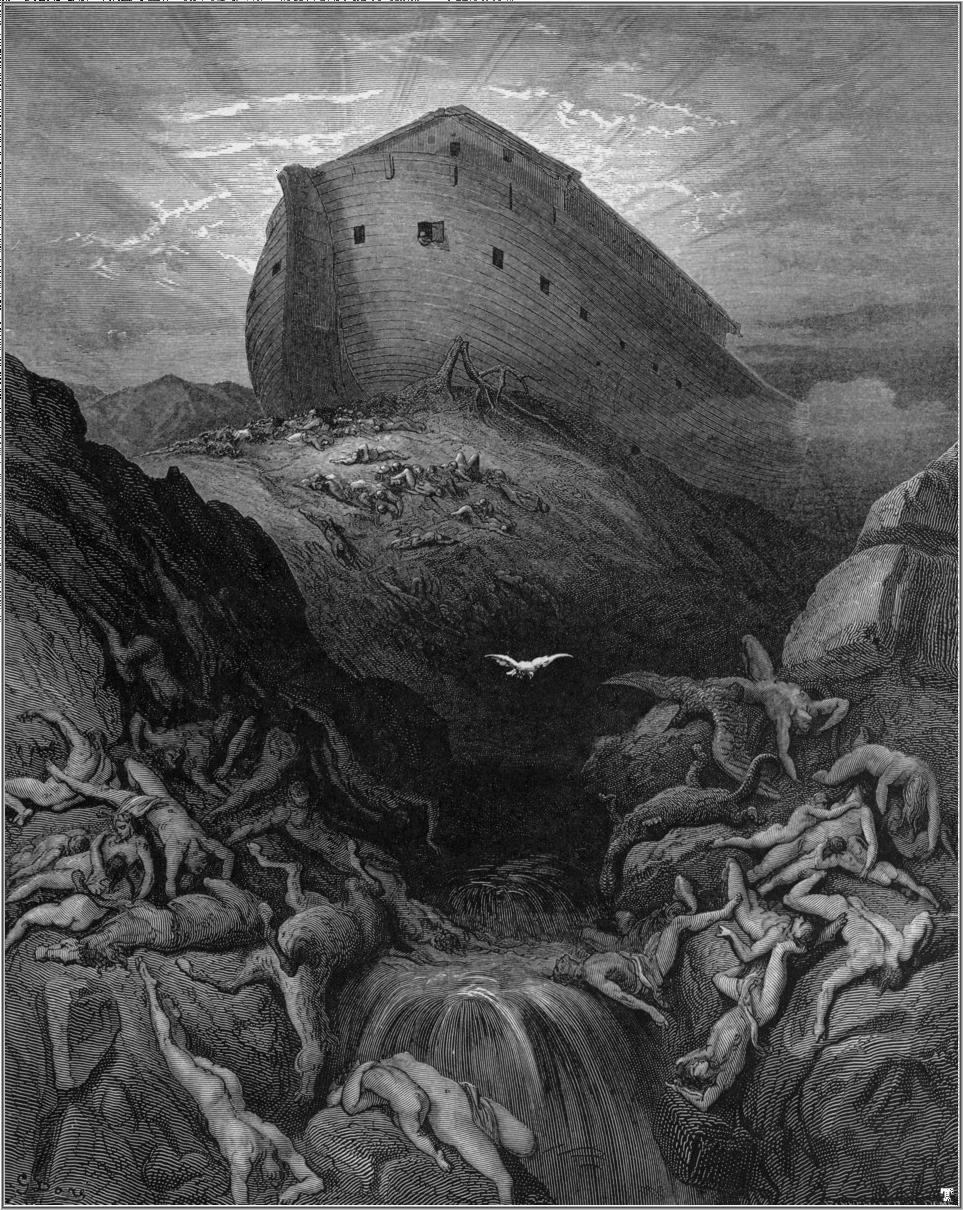
Il rilascio della colomba (Gustave Doré)

La pratica legata alle ricerche di possibili resti dell'arca è largamente considerata pseudoscientifica, più specificamente pseudoarcheologica.
La grande maggioranza degli studiosi, anche cristiani, considera, infatti, il racconto biblico del diluvio universale non storico ma mitologico e ritiene molto probabile la sua derivazione da poemi mesopotamici precedenti. Ad esempio, gli esegeti del Nuovo Grande Commentario Biblico - nel sottolineare l'influenza della cultura mesopotamica sui primi undici capitoli della Genesi - osservano che "la somiglianza dell'intreccio di Atrahasis con Gen 2-9 è chiara; ugualmente chiara è la sfumatura biblica dei dettagli. Gli scrittori biblici hanno prodotto una versione di un comune racconto mesopotamico sulle origini del mondo popolato, esplorando le più importanti questioni su Dio e sull'umanità attraverso la narrazione"; concordemente la Bibbia Edizioni Paoline ritiene, in merito al testo biblico sul diluvio, che "alle spalle di questa narrazione ci sono elementi arcaici che rielaborano miticamente una catastrofe mesopotamica divenuta oggetto anche di poemi mitologici orientali come la famosa Epopea di Gilgamesh o il poema di Atrahasis. Questo tragico ricordo si riferiva forse a una calamità antica e terribile, rimasta per frammenti nella memoria collettiva: qualcosa di collegato al Tigri e all'Eufrate, i due grandi fiumi della regione, fonti di benessere e di tragedia". Lo storico e archeologo Mario Liverani osserva, inoltre, come si tratti "di un caso evidente di derivazione letteraria. Troppe e troppo precise sono le concordanze del racconto biblico con le versioni babilonesi del mito, conservate nel poema di Atram-khasis [Atrahasis] e in quello di Gilgamesh. Lo stesso arenarsi dell'arca «sulle montagne di Urartu» (Gen 8:4) palesa non solo l'origine babilonese del racconto biblico, ma anche la sua trasmissione in età neo-babilonese".
Dall'epoca di Eusebio di Cesarea, la ricerca dei resti materiali dell'arca di Noè ha costituito un'ossessione per numerosi cristiani - e non per gli ebrei o i musulmani, che sembrano essere meno interessati a ritrovare il relitto. Si deve a un cronista armeno del V secolo, Fausto di Bisanzio, il primo utilizzo del nome di "Ararat" per indicare una montagna ben precisa, piuttosto che una regione. L'autore affermava che l'arca era ancora visibile al vertice di questo rilievo montuoso e riferisce che un angelo portò una reliquia tratta dalla nave ad un vescovo, che fu in seguito incapace di compiere la scalata per raggiungere i resti. La tradizione vuole che l'imperatore bizantino Eraclio abbia tentato il viaggio nel VII secolo. Quanto ai pellegrini meno fortunati, dovevano affrontare le zone desertiche, i terreni accidentati, le distese innevate, i ghiacciai e le tempeste, senza contare i briganti, le guerre e, più tardi, la sfiducia delle autorità ottomane.
La regione fu sistemata e resa un po' più ospitale soltanto al XIX secolo, ciò che permise ad alcuni occidentali di partire alla ricerca dell'arca. Nel 1829, il medico Friedrich Parrott, dopo una scalata al monte Ararat, scriveva nel suo viaggio ad Ararat che "tutti gli Armeni sono fermamente convinti che l'arca di Noè resti tuttora sulla cima dell'Ararat e che, allo scopo di preservarla, nessun essere umano è autorizzato ad avvicinarsi alla città”. Nel 1876, James Bryce, storico, uomo politico, diplomatico, esploratore e professore di diritto civile alla università di Oxford, scalò oltre l'altitudine fino alla quale si possono trovare gli alberi e trovò una trave di legno lavorata a mano, di una lunghezza di 1,30 m e di uno spessore di 12 cm. Lo identificò come un pezzo dell'arca. Nel 1883 il British Prophetic Messenger e altri giornali segnalarono che una spedizione turca che studiava le valanghe aveva potuto scorgere i resti dell'arca.

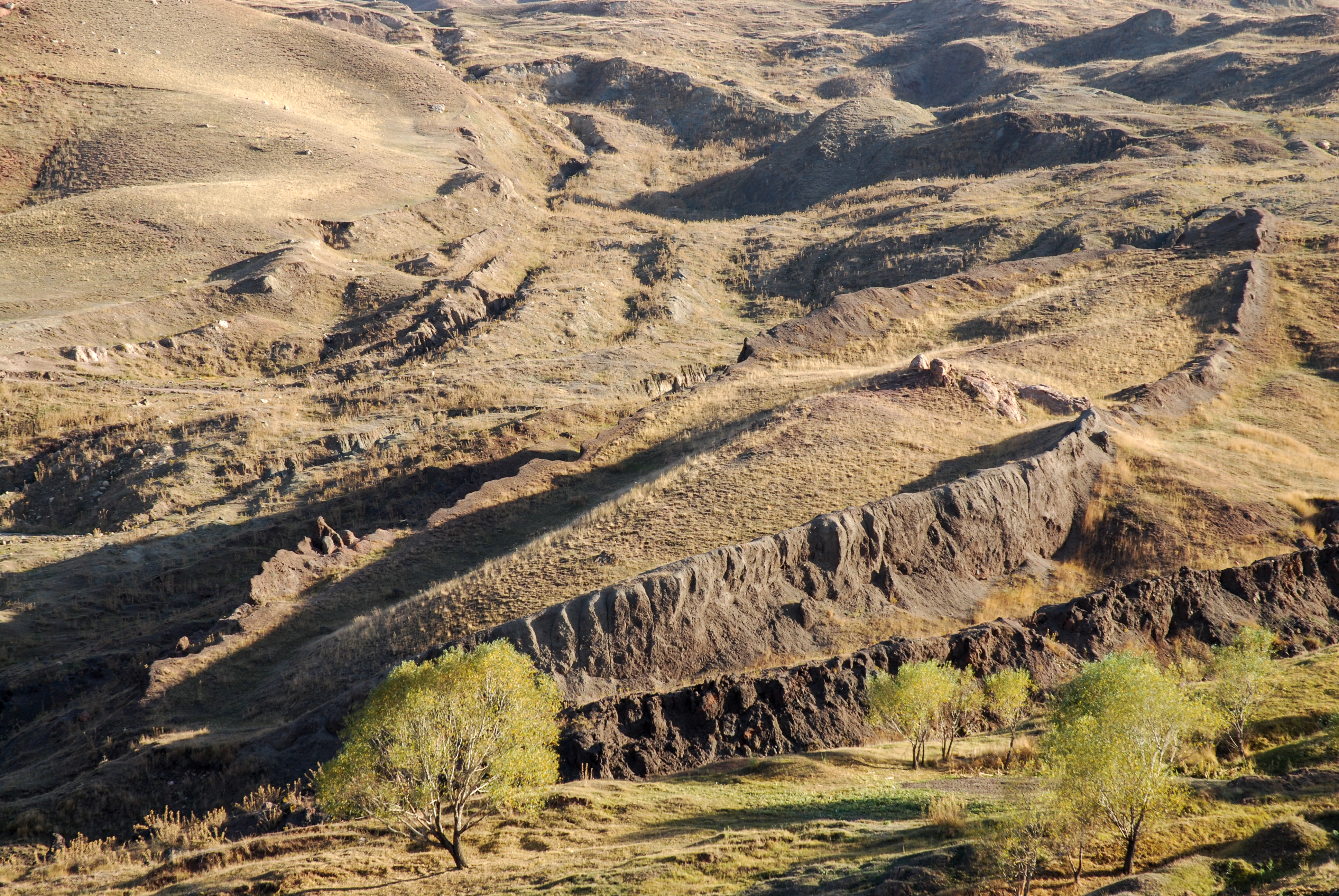
Formazione rocciosa a Doğubayazıt, in Turchia, nel pressi del monte Ararat, che è stata detta l'arca di Noè

Il problema dell'arca si fece più discreto nel XX secolo. Nel corso della guerra fredda, il monte Ararat si trovò infatti sulla frontiera molto sensibile tra la Turchia e l'Unione Sovietica, così come pure nel bel mezzo della zona d'attività dei separatisti curdi, di modo che gli esploratori si esponevano a rischi particolarmente elevati. L'ex astronauta James Irwin condusse due spedizioni sull'Ararat negli anni 1980, fu anche rapito una volta, ma non scoprì alcuna prova tangibile dell'esistenza dell'arca. "ho fatto tutto ciò che mi era possibile", ha dichiarato, "ma l'arca continua a sfuggirci".

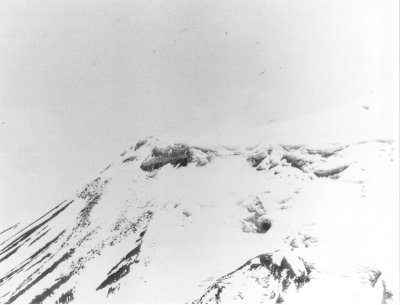
Fotografia dell'anomalia dell'Ararat presa nel 1949

All'inizio del XXI secolo esistono due principali percorsi di esplorazione: fotografie aeree o via satellite hanno messo da un lato in evidenza ciò che si decise di chiamare l'anomalia dell'Ararat, che mostra non lontano dal vertice della montagna una macchia nera e sfocata sulla neve ed il ghiaccio. Ma occorre soprattutto citare qui il sito Durupınar (battezzato così in onore del suo scopritore, l'ufficiale turco di informazioni Ilhan Durupinar), vicino a Doğubeyazıt e a 25 chilometri a sud dal monte Ararat. Durupinar - che consiste in una grande formazione rocciosa con l'aspetto di una barca che esce dalla terra - ha ricevuto un'ampia pubblicità grazie all'avventuriero David Fasold negli anni 1990. La località, rispetto al monte Ararat, ha il grande vantaggio di essere facilmente accessibile. Senza essere una grande attrazione turistica, riceve un flusso continuo di visitatori. Su Durupinar non c'è unanimità tra gli studiosi, alcuni sostengono che sia una formazione naturale altri invece negano con forza questa ipotesi.
Nel 1989 l'ingegnere italiano Angelo Palego iniziò una serie di spedizioni sul monte Ararat alla ricerca dell'Arca: la sua conclusione è che l'arca dovesse trovarsi in prossimità della Gola Ahora, in un luogo difficilmente accessibile. Effettuò anche delle ricerche tramite l'analisi di immagini satellitari dell'area, in collaborazione col professore Nello Balossino dell'Università di Torino.
Nel 2004, un uomo di affari originario di Honolulu, Daniel McGivern, annunciò che intendeva finanziare una spedizione da 900.000 dollari sulla cima del monte Ararat nel mese di luglio dello stesso anno, per stabilire la verità sull'anomalia dell'Ararat. Dopo preparativi molto mediatici, che inclusero l'acquisto di immagini satellitari commerciali appositamente realizzate, le autorità turche gli rifiutarono tuttavia l'accesso alla cima, poiché quest'ultima è situata in una zona militare. La spedizione fu in seguito accusata dalla National Geographic Society di essere soltanto un colpo mediatico abilmente montato, dato che il suo capo-spedizione, il professore turco Ahmet Ali Arslan, era già stato accusato di avere falsificato fotografie della presunta arca. La CIA, che ha esaminato le immagini satellitari di McGivern, ha d'altra parte ritenuto che l'anomalia fosse costituita da "strati lineari di ghiaccio coperti da ghiaccio e dalla neve accumulati di recente".
Un nuovo annuncio di un presunto ritrovamento è stato dato il 27 aprile 2010 da una spedizione congiunta turca e di Hong Kong, a cui hanno partecipato membri della "Noah's Ark Ministries International". La spedizione ha annunciato di avere scoperto sull'Ararat un'insolita caverna con pareti in legno a un'altitudine alla quale si ritiene non siano mai esistiti insediamenti umani, e di aver datato il legno (attraverso il test del carbonio 14), a 4.800 anni fa. Il portavoce del gruppo, Yeung Wing-Cheung, ha dichiarato alla stampa che «non è certo al 100% che si tratti dell'Arca, ma al 99,9% pensiamo di sì». Uno dei membri della spedizione si è in seguito dissociato dal proprio gruppo sostenendo che il legno ritrovato sull'Ararat era stato probabilmente portato lì appositamente da alcuni manovali curdi che erano a conoscenza della spedizione.

## Impatto culturale

### Cinema
- Fantasia 2000, registi vari (1999)
- L'arca di Noè, regia di Juan Pablo Buscarini (2007)
- Un'impresa da Dio, regia di Tom Shadyac (2007)
- L'arca di Noè - 5000 anni fa il diluvio, regia di Jean C. Bragard (2008)[23]
- Noah, regia di Darren Aronofsky (2014)
- Ooops! Ho perso l'arca..., regia di Toby Genkel e Sean McCormak (2015)

### Riferimenti
1. ↑  Una struttura speculare a più livelli in cui il primo elemento corrisponde all'ultimo, il secondo al penultimo, e così via. Il centro (P) è il versetto 8,1 ("Dio si ricordò di Noè..."). Cfr. G. J. Wenham, The Coherence of the Flood Narrative in VT,28 (1978): 336-48
2. ↑   Gn 6,14, su La Parola - La Sacra Bibbia in italiano in Internet.
3. ↑  Vedere  The Flood, su Answers in Genesis.
4. ↑   Ark Model, su noahsark-naxuan.com. URL consultato il 30 novembre 2006 (archiviato dall'url originale il 15 novembre 2006).
5. ↑  Vedere  Ark of Noah. nella Jewish Encyclopedia
6. ↑  Agostino d'Ippona, La Città di Dio, XV, 26.
7. ↑  San Girolamo, Lettera XIX, 6.
8. ↑  Origene, Homilia in Genesim, II, 2.
9. ↑  Sura 11 del Corano, versetti 27~51.
10. ↑  Marvin Meyer; Willis Barnstone (30 giugno 2009). "The Reality of the Rulers (The Hypostasis of the Archons)". The Gnostic Bible (in inglese). Shambhala Publications.
11. ↑   Brian M. Fagan e Charlotte Beck, The Oxford Companion to Archaeology, Oxford, Oxford University Press, 1996, ISBN 0-19-507618-4. URL consultato il 17 gennaio 2014.
12. ↑   Eric H. Cline, Biblical Archaeology: A Very Short Introduction, Oxford, Oxford University Press, 2009, ISBN 0-19-974107-7. URL consultato il 17 gennaio 2014.
13. ↑   Kenneth L. Feder, Encyclopedia of Dubious Archaeology: From Atlantis to the Walam Olum, Santa Barbara (California), ABC-CLIO, 2010, ISBN 0-313-37919-X. URL consultato il 17 gennaio 2014.
14. ↑  Brown, 2002, pp. 9-12, 18.
15. ↑  La Bibbia, Edizioni Paoline, 1991, p. 17, ISBN 88-215-1068-9.
16. ↑  Fausto di Bisanzio, Storia degli armeni; introduzione e cura di Gabriella Uluhogian; traduzione di Marco Bais e Loris Dina Nocetti; note di Marco Bais, Milano: Mimesis, 1997, ad indicem, ISBN 88-85889-88-3
17. ↑  Citato sul sito  "arktracker" (archiviato dall'url originale il 22 giugno 2011).
18. ↑  Su James Bryce, consultare  questa pagina.
19. ↑   Di seguito il sito web del cimitero militare di Arlington, su arlingtoncemetery.net. URL consultato il 13 marzo 2007 (archiviato dall'url originale il 14 settembre 2017).
20. ↑  Vedere  Creation Science 1 of 9. questo studio della California State University Northridge, e per il punto di vista opposto,  Wyatt Archeological Museum (archiviato dall'url originale il 3 luglio 2006).
21. ↑   World News: Noah's Ark found, researchers claim - thestar.com.
22. ↑   Noah's Ark Found? Insider Randall Price Now Says Discovery May Be a Hoax (archiviato dall'url originale il 2 maggio 2010).
23. ↑   L'arca di Noè - 5000 anni fa il diluvio. Holyart.it, su holyart.it.